# آیدین‌پینار (کاهتا)
آیدین‌پینار {{ترکی|Aydınpınar) (به ارمنی: Շումեն) (به کردی: Şume) یک منطقهٔ مسکونی در ترکیه است که در کاهتا واقع شده‌است.